# Mendidius margianus
Mendidius margianus är en skalbaggsart som beskrevs av Semenov och Medvedev 1928. Mendidius margianus ingår i släktet Mendidius och familjen Aphodiidae. Inga underarter finns listade i Catalogue of Life.